# Hermann Zwierzina
Hermann Zwierzina (12. října 1825 Třemošnice – 19. června 1873 Mariánské Lázně) byl český podnikatel a politik německé národnosti, syn známého ostravského průmyslníka Josefa Zwierziny a první starosta Moravské Ostravy.

## Biografie
Narodil se jako prvorozený v rodině majitele železáren Josefa Zwierziny. V letech 1836–1840 studoval na německém gymnáziu v Olomouci. Poté studoval na vídeňské polytechnice a báňské škole v Lubně. V roce 1844 začal pracovat jako horní úředník v dolech Rothschildů na Ostravsku, ačkoliv jeho otec sám měl dva doly ve Slezské Ostravě. Po otcově smrti v roce 1858 převzal vedení jeho dolů. Kromě toho vlastnil se svými sourozenci také domy na nynějším ostravském Masarykově náměstí a v Pivovarské ulici. Také investoval do výstavby cihelny v Čertově Lhotce, ve své době největší na Ostravsku.
Do komunální politiky se zapojil v šedesátých letech 19. století. Dne 14. února 1861 byl zvolen starostou Moravské Ostravy. Jeho velkým snem bylo zřízení střední školy, avšak pro tuto myšlenku nebylo v dané době příznivé prostředí.
V 60. letech se zapojil i do vysoké politiky. V zemských volbách roku 1861 byl zvolen na Moravský zemský sněm, za kurii městskou, obvod Moravská Ostrava, Místek, Brušperk. Mandát zde obhájil v zemských volbách v lednu 1867 i krátce poté konaných zemských volbách v březnu 1867. V roce 1867 se uvádí jako kandidát tzv. Ústavní strany, liberálně a centralisticky orientované. Na sněmu vystupoval jen zřídka, ale byl jednou z opor Ústavní strany. V zemských volbách roku 1871 dobrovolně ustoupil a podporoval kandidaturu starosty Místku Josefa Grossmanna.
Jelikož jeho podnikatelské aktivity zabíraly spoustu jeho času a navíc vykonával mandát poslance zemského sněmu v Brně, rozhodl se, že v roce 1865 již nebude kandidovat na starostu Moravské Ostravy.
Hermann Zwierzina zemřel v červnu 1873. Zemřel v Mariánských Lázních na břišní tyfus ve věku 48 let. Jeho ostatky byly převezeny do Moravské Ostravy a 23. června 1873 uloženy na hřbitově poblíž Mlýnské ulice (dnešní Husův sad).
V politice byl aktivní i jeho bratr Eduard Zwierzina (1830–1894), majitel dolů na Ostravsku a poslanec Moravského zemského sněmu na přelomu 70. a 80. let 19. století, který spáchal koncem května 1894 sebevraždu v lese poblíž svého ostravského dolu.